# Bogoslovno semenišče Ljubljana
Bogoslovno semenišče Ljubljana (latinsko ime Collegium Carolinum Labacense; dobesedno: Ljubljanski karolinski kolegij) je bilo uradno ustanovljeno leta 1717, ko so v Semeniški palači pričeli stanovati prvi bogoslovci. 

## Zgodovina
Semenišče je nato delovalo do leta 1783, ko je bilo začasno razpuščeno. Spet je bilo ustanovljeno leta 1791 in nato ukinjeno po koncu druge svetovne vojne leta 1945. Ponovno je pričelo delovati leta 1959. Od leta 1919, ko je bila ustanovljena Teološka fakulteta v Ljubljani, semenišče nudi le stanovanja za bogoslovce in vodstvo. V njem prebivajo bogoslovci vseh slovenskih (nad)škofij.